# Rudnik Mały (Silésie)
Pour les articles homonymes, voir Rudnik Mały.
Rudnik Mały est une localité polonaise de la gmina de Starcza, située dans le powiat de Częstochowa en voïvodie de Silésie.